# Gao Cen

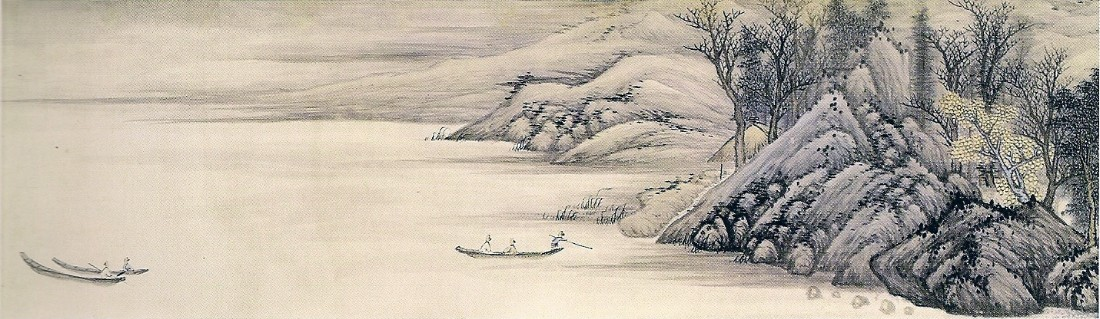
Vluchtig visioen van de stenen stad, gewassen inkt en kleur op zijde, collectie Paleismuseum in de Verboden Stad

Gao Cen (高岑; fl. rond 1670) was een Chinees kunstschilder en 
literator uit de vroege Qing-periode. Zijn omgangsnamen waren Shanchang en Weisheng. Gao wordt gerekend tot de 'Acht Meesters van Jinling'.
Gao werd geboren in Hangzhou en leefde een groot deel van zijn leven in Jinling, het huidige Nanjing. In de laatste jaren van de Ming-dynastie trokken veel andere Ming-loyalisten naar deze plaats, waaronder ook de overige zeven meesters van Jinling.
Gao specialiseerde zich in bloemschilderingen en shan shui-landschappen. Veel van zijn werken beelden de omgeving van Jinling af, waaronder de handrol Vluchtig visioen van de stenen stad. In tegenstelling tot Gong Xian, een van de zeven andere meesters, schilderde Gao zijn landschappen in kleur op zijde.